# Juan Ignacio Arrieta Ochoa de Chinchetru
Juan Ignacio Arrieta Ochoa de Chinchetru (Vitoria, 10 aprile 1951) è un vescovo cattolico spagnolo di origine basca.

## Biografia
Nasce in Spagna, entra nell'Opus Dei e riceve l'ordinazione presbiterale il 23 agosto 1977.
Consegue il dottorato in diritto canonico e il dottorato in giurisprudenza presso l'Università di Navarra, nella quale diverrà poi professore.
Dal 1984 al 1993 e dal 1995 al 1999 è preside della Facoltà di Diritto Canonico della Pontificia Università della Santa Croce ed ordinario della cattedra di Diritto dell'Organizzazione Ecclesiastica. Dal 2003 al 2008 è preside e professore ordinario dell'Istituto di Diritto Canonico "S. Pio X" di Venezia.
Dal 3 aprile 2004 è prelato canonista della Penitenzieria Apostolica.
Il 15 febbraio 2007 papa Benedetto XVI lo nomina segretario del Pontificio Consiglio per i Testi Legislativi ed il 12 aprile 2008 lo eleva a vescovo titolare di Civitate.
Riceve la consacrazione episcopale il 1º maggio 2008 dal cardinale Tarcisio Bertone, Camerlengo di Santa Romana Chiesa, co-consacranti il cardinale Agostino Vallini, prefetto del Supremo tribunale della Segnatura apostolica, e l'arcivescovo Francesco Coccopalmerio, presidente del Pontificio consiglio per i testi legislativi.
Il 24 giugno 2013 papa Francesco lo nomina coordinatore della Pontificia commissione referente sull'Istituto per le opere di religione. La commissione venne sciolta il 22 maggio 2014.

## Genealogia episcopale
La genealogia episcopale è:
- Cardinale Scipione Rebiba
- Cardinale Giulio Antonio Santori
- Cardinale Girolamo Bernerio, O.P.
- Arcivescovo Galeazzo Sanvitale
- Cardinale Ludovico Ludovisi
- Cardinale Luigi Caetani
- Cardinale Ulderico Carpegna
- Cardinale Paluzzo Paluzzi Altieri degli Albertoni
- Papa Benedetto XIII
- Papa Benedetto XIV
- Cardinale Enrico Enriquez
- Arcivescovo Manuel Quintano Bonifaz
- Cardinale Buenaventura Córdoba Espinosa de la Cerda
- Cardinale Giuseppe Maria Doria Pamphilj
- Papa Pio VIII
- Papa Pio IX
- Cardinale Gustav Adolf von Hohenlohe-Schillingsfürst
- Arcivescovo Salvatore Magnasco
- Cardinale Gaetano Alimonda
- Cardinale Agostino Richelmy
- Vescovo Giuseppe Castelli
- Vescovo Gaudenzio Binaschi
- Arcivescovo Albino Mensa
- Cardinale Tarcisio Bertone, S.D.B.
- Vescovo Juan Ignacio Arrieta Ochoa de Chinchetru